# Серест, Бюфиль-Иасент-Туссен де Бранкас
Бюфиль-Иасент-Туссен де Бранкас (фр. Bufile-Hyacinthe-Toussaint de Brancas; 1697 — 25 апреля 1754, Париж), называемый графом де Серест — французский военный деятель и дипломат.

## Биография
Седьмой сын Анри де Бранкаса, маркиза де Сереста, и Доротеи де Шелюс.
Капитан кавалерии, рыцарь ордена Святого Лазаря (1717). Был направлен полномочным послом в Швецию (1725), в сентябре 1727 вместе с кардиналом Флёри и маркизом де Фенелоном был назначен одним из полномочных министров Франции на Суассонском конгрессе.
Кампмейстер Королевского Немецкого полка, капитан-лейтенант Анжуйских шеволежеров (9.1729). Продал свою роту в 1735 году и стал членом Военного совета вместо брата, маршала Франции, отказавшегося от поста военного советника в 1734 году.
2 февраля 1753 был пожалован в рыцари орденов короля. Умер в Париже от оспы.